# Georg Nüßlein
Georg Nüßlein (né le 10 avril 1969 à Krumbach est un homme politique allemand (CSU) qui travaille dans le secteur bancaire allemand depuis 1993. Il est député du Bundestag depuis 2002 et est vice-président du groupe parlementaire CDU / CSU de 2014 à 2021. 
En 2021, il est mis en cause dans une affaire de corruption. 

## Biographie

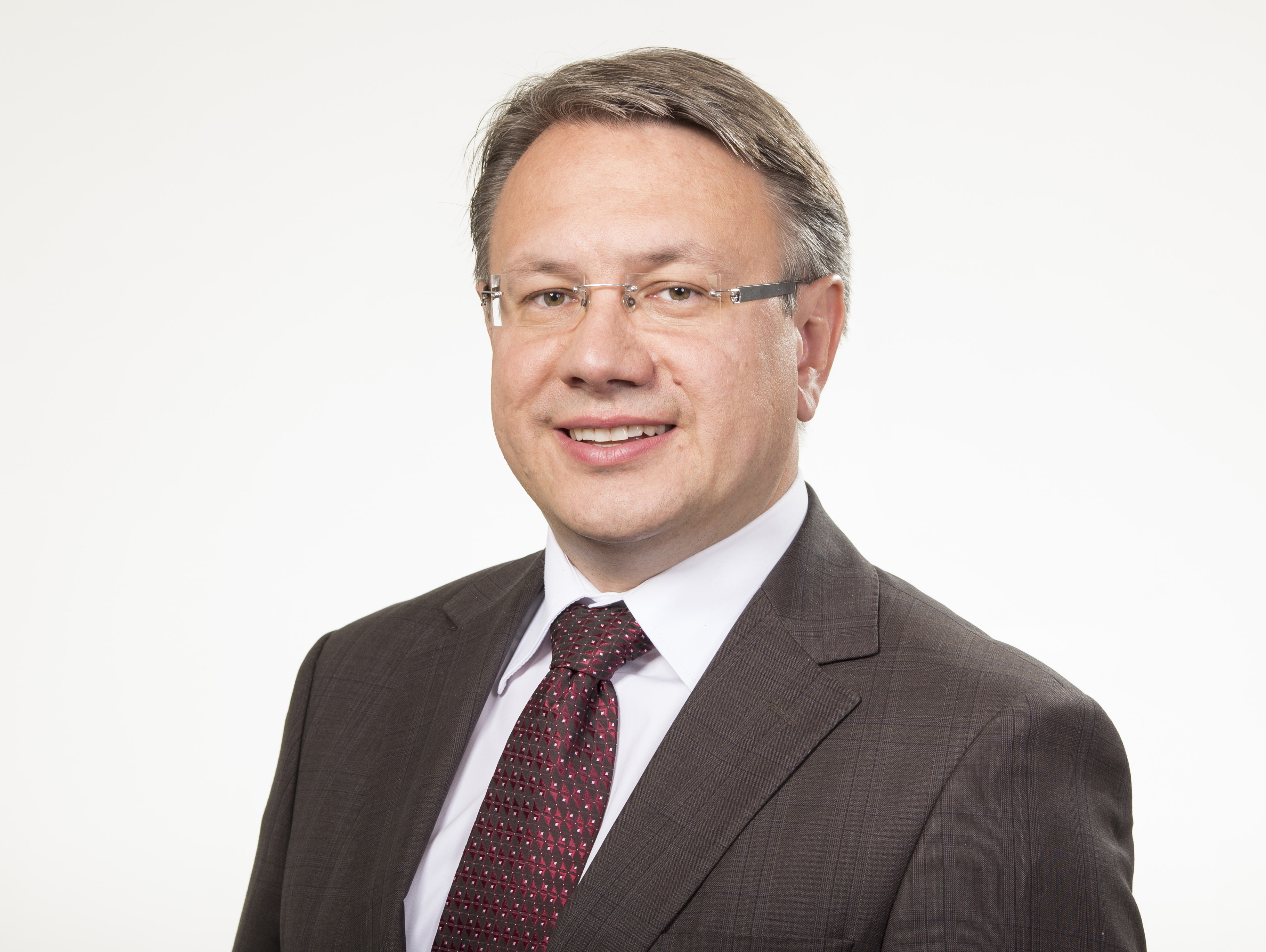
Georg Nüßlein en 2012.

Après avoir obtenu son diplôme du Simpert-Kraemer-Gymnasium de Krumbach en 1988, Nüßlein commence à étudier les sciences économiques et sociales à l'université d'Augsbourg, dont il obtient le diplôme en 1993. En 1998, il obtient un doctorat en droit, également à Augsbourg. 
Il travaille dans le secteur bancaire et financier depuis 1993, dont plusieurs années chez Bankhaus Reuschel &amp; Co., une banque privée à Munich. 

### Carrière politique
Nüßlein rejoint la Junge Union (JU) en 1984 et la CSU en 1987. De 1994 à 2001, il est président de l'association JU de l'arrondissement de Guntzbourg. De 1995 à 1997, il est membre du Conseil de la JU Allemagne et membre du Comité d'État de la JU de Bavière. De 1997 à 2001, Nüßlein est vice-président de l'association de district JU de Souabe . 
Nüßlein est membre du conseil du marché de Münsterhausen depuis 1996 et est conseiller de l'arrondissement de Guntzbourg de 1996 à 2002 et à nouveau depuis 2008. Nüßlein est le porte-parole de la politique économique et énergétique du groupe régional CSU jusqu'en 2002. 
Il est député du Bundestag depuis 2002 et est vice-président du groupe parlementaire CDU / CSU depuis 2014, chargé de la santé, de l'environnement, de la protection de la nature et de la sûreté des réacteurs. 
En décembre 2016, le président fédéral lui décerne la croix de chevalier de l'ordre du Mérite de la République fédérale d'Allemagne pour ses nombreuses années d'engagement politique et volontaire. Nüßlein a toujours représenté la circonscription de Neu-Ulm au Bundestag. 

## Affaire de corruption
Il est mis en cause dans un scandale de corruption dans le cadre de la pandémie de Covid-19. L'élu aurait touché des commissions pour un montant de 660 000 euros en échange de contrats pour une entreprise fabricant des masques. Un autre député, Nikolas Löbel (de), est cité dans la même affaire ; tous deux démissionnent en mars 2021.  